# La lleona
La lleona, també anomenada Cul de la Lleona o Lleona de Girona, és una peça escultòrica de pedra calcària de Girona datada del segle xii que forma part de l'Inventari del Patrimoni Arquitectònic de Catalunya.
El lleó, o lleona, és voluminós en relleu, i té una part del rostre i de la cua sensiblement deteriorada. Deixa veure unes grans urpes i el cap girat cap al costat, una disposició típica que s'observa en molts capitells romànics (al monestir de Sant Pere de Galligants, actual seu del Museu Arqueològic de Girona. El capitell que corona el conjunt escultòric sembla posterior a la data esmentada.
La fama i valor popular de l'escultura augmentaren sobretot des de 1986, any en què es va fer una còpia de l'original conservat al Museu d'Art de Girona que es va col·locar al carrer de Calderers, als peus de l'escala de l'església de Sant Feliu, un punt estratègic del barri vell de la ciutat. La seva llegenda ha traspassat fronteres i és una de les icones turístiques de la ciutat.

## Lectura simbòlica
Des de la perspectiva arquitectònica, tant la columna com el pilar estan vinculats a la finalitat de sostenir una construcció. Les columnes assenyalen el pas d'un lloc a l'altre, d'una estança a una altra, de dins a fora, etc. És, doncs, l'axis mundis, eix del món, comunica el dalt i el baix, i com l'arbre, està ben assentat a l'arrel i la seva part superior connecta amb el cel.

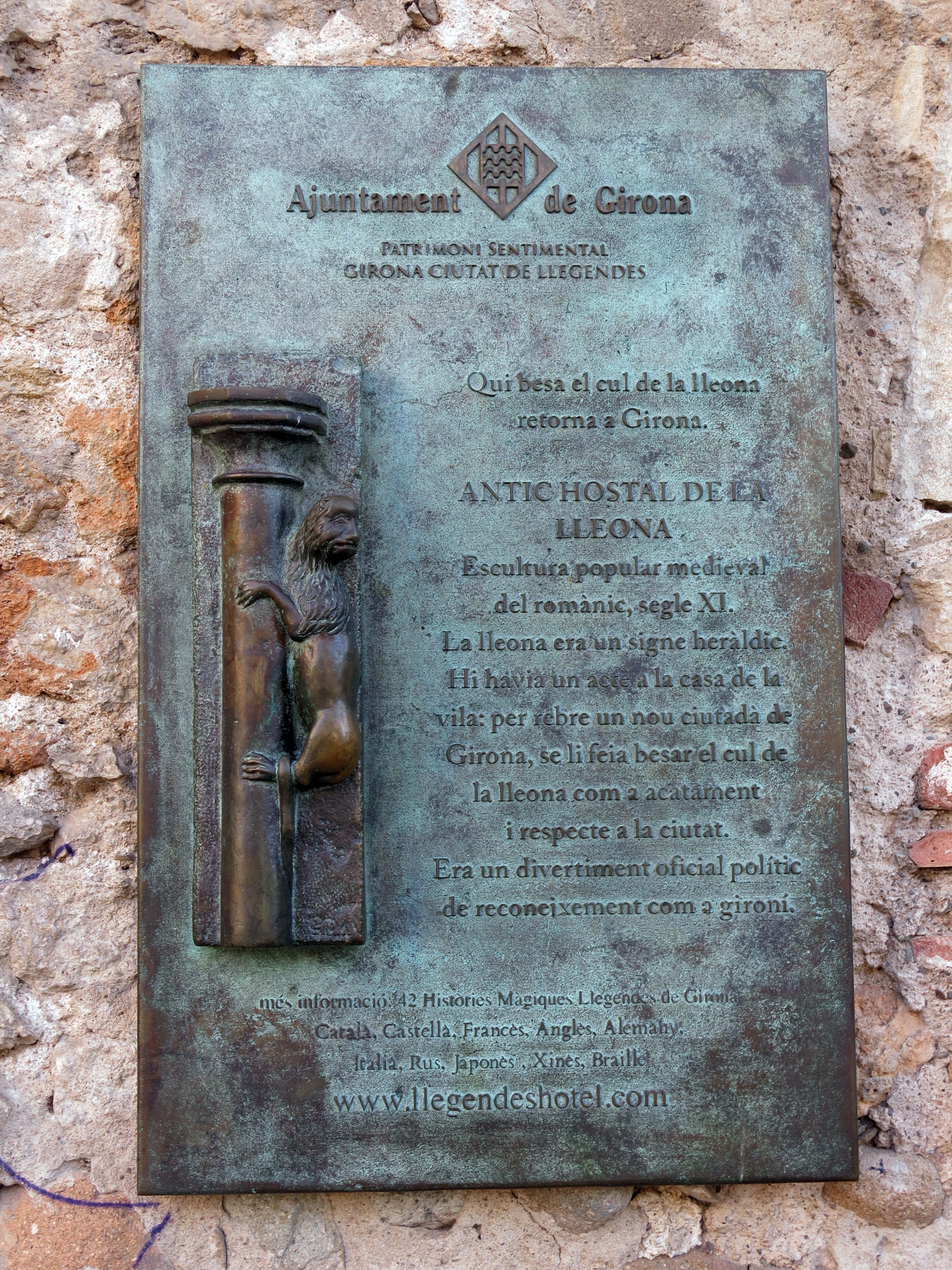
Placa commemorativa

Així, la columna expressa les relacions entre els homes i la divinitat, evoca el poder de Déu en l'home i la potència de l'home en Déu, de manera que la columna garanteix la unió i relació constant i fecunda entre aquests dos nivells. L'afegit de l'animal li dona un caràcter decoratiu, artístic, que es pot interpretar de diverses maneres. El simbolisme és inherent en la lectura de l'objecte d'art. Llegir de manera simbòlica és la manera d'acostar-se a la interpretació de la columna amb la lleona. Aquest animal simbolitza la Terra i és igualment símbol de la pedra filosofal. L'època medieval és el moment en què es desenvolupen més Bestiaris. Els animals apareixen al Bestiari com a éssers amb qualitats consonants, positives o negatives. Aquí el lleó es presenta com un animal victoriós, diürn, salut i llum vencedora per sobre de les tenebres, de la nit i del mal.
En la classificació simbòlica dels animals el lleó es correspon amb l'element del foc. En el simbolisme de l'alquímia, el lleó és l'animal de les qualitats necessàries, situat entre el fènix (món superior), i el drac (matèria primera inferior). El lleó, des d'aquesta perspectiva, és també el tronc de la columna, de l'espai intermedi. En algunes tradicions precristianes, el lleó s'identifica amb el Sol. Aquesta lectura també s'accepta a l'edat mitjana, enriquida amb diversos simbolismes secundaris.
En el terreny evangèlic, el lleó correspon a l'evangelista Marc. En la lectura alquimista, dos animals iguals però de sexes diferents, significa la contraposició essencial entre el fix (lleó) i el volàtil (lleona).
En les cultures antigues aquest animal simbolitza la llei del Destí que ens pot ser favorable o desfavorable segons la categoria del nostre fer, de les nostres accions.
Si juxtaposem el simbolisme del lleó a la columna, podem llegir que aquesta peça és la representació del foc filosofal (lleó) arrapat a la part alta de l'eix que uneix l'home amb Déu (columna), a la part ascensional. Es poden formular, evidentment, altres juxtaposicions.

## La Lleona de Girona
S'especula amb la possibilitat força segura que aquesta peça s'executés en un taller de la ciutat de Girona. La hipòtesi més ferma proclama que la lleona estaria relacionada amb una casa, per assenyalar que allà hi havia un hostal amb aquest nom. Tant si l'escultura dona nom a la casa com a l'inrevés, no satisfà ni omple el sentit de la peça. Es va trobar a la zona del carrer de Calderers amb la plaça de Sant Feliu, en una zona d'entrada a la ciutat per la part del camí a França. A finals del segle xix la columna caigué a terra i va quedar trossejada (encara avui s'hi observen les esquerdes, tot i la recomposició). Això va provocar que el propietari de l'edifici on estava situada la regalés al Museu Arqueològic. Posteriorment va passar a formar part de la col·lecció del Md'A.
Molts pobles i ciutats tenen a l'entrada una o dues columnes amb un lleó sobre capitell. L'escultura del Romànic, igual que la pintura, té una forta càrrega simbòlica i exerceix un rol definitiu en la comprensió del lloc on està ubicada. Amb tot, el tema no és gaire original —estava a l'ordre del dia a Occident medieval—, però sí que ho és el fet d'extreure l'animal de context i "aïllar-lo" en una columna.
Altres exemples similars escampats per la geografia catalana es poden trobar a l'església parroquial de Santa Maria de Covet (el Pallars Jussà), església de Lledó d'Empordà (Alt Empordà), i en una de les portes laterals de l'església de Sant Vicenç de Besalú (la Garrotxa).

## Com a element turístic

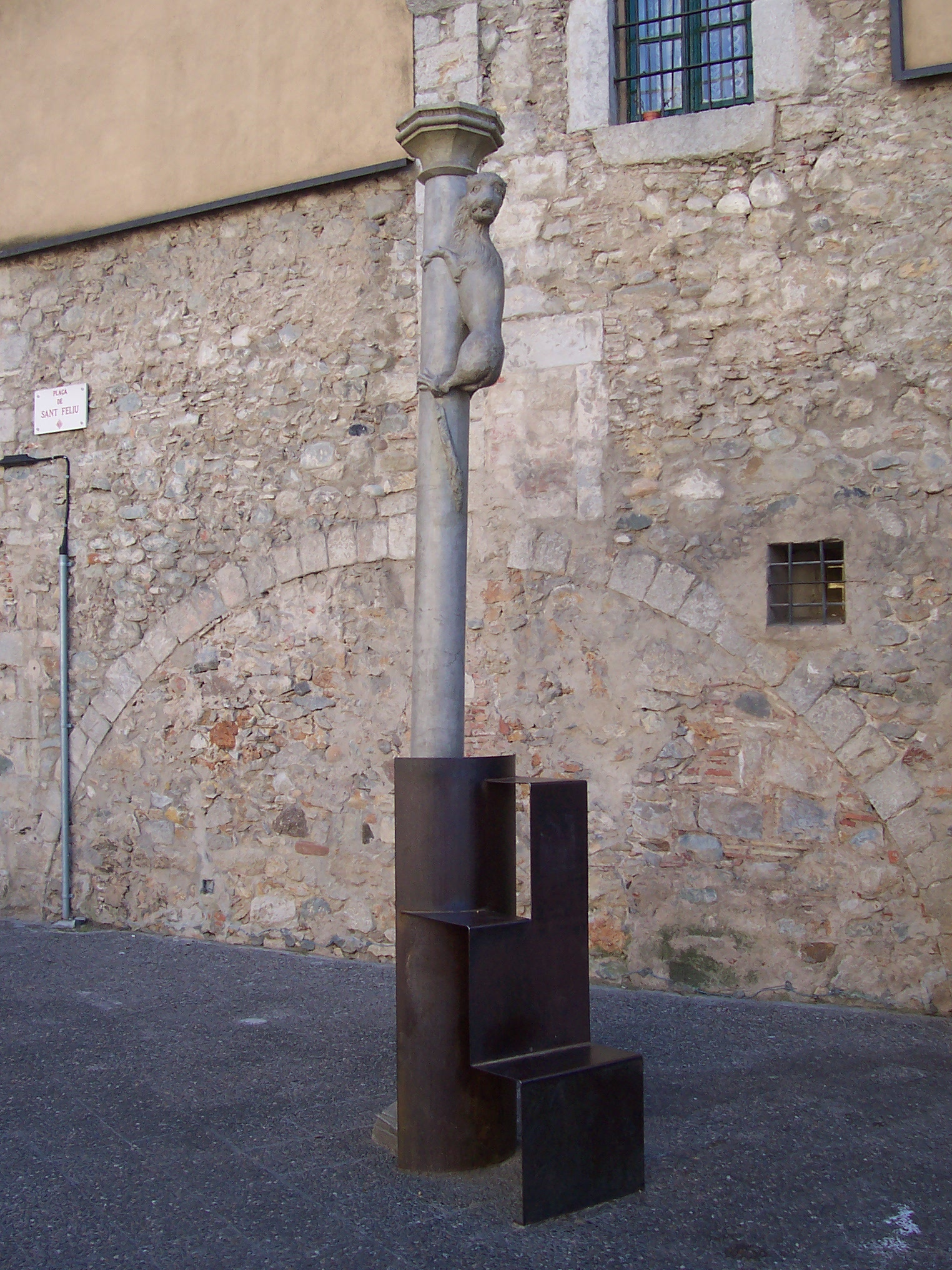
La lleona amb la columna i l'escala

L'original de la lleona (abans els gironins en deien la mona) és a la sala 5 del Museu d'Art de Girona. Se'n van fer dues còpies: una l'any 1986 i l'altra, de més qualitat, l'any 1995. Totes dues còpies, la seva ubicació i l'escaleta per arribar a tocar l'animal, responen a la demanda de concreció d'una de les llegendes de la ciutat de Girona que tanta fortuna van fer sobretot a partir dels anys vuitanta del segle xx. La dita fa: "No pot ser veí de Girona qui no faci un petó al cul de la lleona", o bé: "Només podràs tornar a Girona si has fet un petó al cul de la lleona". La gent sempre hi vol peregrinar i és un dels primers rituals de molts turistes tot just arribar a la ciutat. Antigament, els visitants havien de pujar fins a la figura de la lleona amb la força dels seus braços, fins que arran de l'allau de turistes s'hi va instal·lar una escala per facilitar-hi l'accés.
El novembre de 2015 un turista francès va morir a causa de les greus ferides que es va fer quan va caure mentre intentava complir la tradició de fer-hi un petó; com a conseqüència, durant un temps va romandre acordonada per tal d'evitar-hi l'accés. Amb l'objectiu d'evitar-hi més accidents mortals, l'any següent se'n van millorar les condicions de seguretat i s'hi va instal·lar una estructura esglaonada amb un passamà que va substituir l'escaleta a la base de la columna. Anys abans ja hi havia estat vetat l'accés i se n'havia retirat l'escala com a mesura per lluitar contra el contagi de la grip A, i novament el 2020 amb l'arribada de la COVID-19, l'escultura va ser precintada per evitar el risc de contagi del coronavirus. A començaments de l'any 2022, l'Ajuntament va decidir, per motius de seguretat i salut, no tornar-hi a col·locar les escales que havien estat retirades per unes obres de reforma del paviment que l'envoltava.

## Ressò a través de llibres, fotografies, premsa, Internet isouvenirs
Els comentaris en revistes i diaris sobre la dita popular, i el fet d'anar a fer el petó al cul de l'animal, ha tingut un efecte reproductiu i multiplicatiu de gran magnitud. Es desenvolupa especialment a partir de la segona meitat del segle xx, sobretot a partir del llibre Girona grisa i negra i, més tard, primer a través de la premsa i revistes locals, i després en diaris i revistes nacionals, també en el relat que en fan els guies turístics i educadors, les publicacions dels itineraris urbans, les guies turístiques, els programes de ràdio, butlletins informatius, i publicacions de persones il·lustres de les Lletres. El volum de fotografies de la lleona publicades a diverses pàgines d'Internet no para d'augmentar, i com a icona turística gaudeix d'una posició dins el rànquing de souvenirs més valorats, en les seves diverses variants (dibuixos, samarretes, tasses, clauers, etc.), al costat de les anomenades mosques de Sant Narcís.